# Isopeda catmona
Isopeda catmona är en spindelart som beskrevs av Alberto Barrion och James A. Litsinger 1995. Isopeda catmona ingår i släktet Isopeda och familjen jättekrabbspindlar.
Artens utbredningsområde är Filippinerna. Inga underarter finns listade i Catalogue of Life.